# Sphaeriodesmus sanjose
Sphaeriodesmus sanjose är en mångfotingart som beskrevs av Shear 1986. Sphaeriodesmus sanjose ingår i släktet Sphaeriodesmus och familjen Sphaeriodesmidae. Inga underarter finns listade i Catalogue of Life.